# Iride (sommergibile)
L'Iride è stato un sommergibile della Regia Marina.

## Storia
Inizialmente avrebbe dovuto avere nome Iris. 
Costruito alla Spezia nel cantiere OTO di Muggiano partecipò clandestinamente alla guerra di Spagna al comando del tenente di vascello Junio Valerio Borghese, rendendosi protagonista di due episodi che rischiarono di provocare un incidente diplomatico tra Italia ed Inghilterra.
Alle 20:40 del 30 agosto 1937, infatti, avvistò il cacciatorpediniere britannico Havock, scambiandolo per un'unità spagnola, e dodici minuti più tardi gli lanciò un siluro da 700 metri di distanza. L'Havock, evitato il siluro con un'accostata sulla dritta, bombardò poi per ben nove ore – assieme ai sezionari Hardy, Hasty, Hereward e Hyperion con i quali formava la 2nd Destroyer Flotilla britannica – l'Iride con cariche di profondità, senza tuttavia causargli danni gravi; l'incidente creò una certa tensione fra Italia da una parte e Regno Unito, Francia e Unione Sovietica dall'altra (contro l'Italia furono rivolte accuse di pirateria). 
Dal settembre 1937 l'Iride, con sigla L. 3 e nome Gonzales Lopez, prestò servizio per alcuni mesi nella Legione spagnola, avendo come base Soller.
Durante questo periodo si ebbe un incidente simile a quello dell'Havock: il 3-4 ottobre 1937 il cacciatorpediniere britannico Basilisk fu mancato di poco da un siluro di provenienza ignota. Il caso non è mai stato chiarito con certezza e il comando stesso della Royal Navy ritenne che semplicemente le vedette del Basilisk avessero scambiato scie di delfini con quella di un siluro. Nel 1968, tuttavia, Junio Valerio Borghese (comandante, come detto, dell'Iride al momento dei fatti), sostenne di essere stato l'attaccante del Basilisk e di avere anche ricevuto una dura reazione, che gli aveva causato due morti e quattro feriti; tale versione non è però suffragata da prove, e Borghese non precisò, nella sua versione, le modalità del presunto attacco; peraltro, secondo le informazioni in possesso della Marina italiana, l'Iride iniziò la sua prima missione “legionaria” solo il 24 ottobre (era arrivato a Soller il 23 settembre, di pomeriggio).
Dopo la fine della guerra civile l'Iride tornò sotto bandiera italiana e fu dislocato a La Spezia, inquadrato nella XIV Squadriglia Sommergibili (I Grupsom).
Quindi trasferito a Taranto vi salpò il 14 novembre 1938 per Lero (dove arrivò il 16). Vi rimase alcuni mesi, rimanendo sino al 28 marzo 1939 e raggiunse ancora Taranto il 30 seguente.
Dall'ottobre del 1939 trascorse alcuni mesi a Massaua, in Mar Rosso, dov'era stato inviato assieme ai gemelli Onice e Berillo; ritornò in Italia alla fine di aprile 1940, poco prima dell'inizio delle ostilità con Francia e Gran Bretagna..
All'inizio della seconda guerra mondiale l'Iride fu scelto come avvicinatore per il primo attacco con SLC contro Alessandria d'Egitto (operazione «G.A. 1») e munito di appositi supporti sui quali i mezzi sarebbero stati posizionati per poi venire assicurati allo scafo (tale sistema, che consentiva una tenuta massima di 30 metri, non si rivelò il più adeguato e fu infatti rimpiazzato, sui sommergibili Ambra, Gondar e Scirè, da appositi cilindri che consentivano una profondità tripla e maggiore praticità); i lavori furono effettuati nel luglio 1940.
Il 12 agosto 1940 l'Iride, al comando del tenente di vascello Francesco Brunetti, partì dalla Spezia e, dopo una tappa a Trapani il 16 agosto, raggiunse il 21 la baia di Menelao ed il Golfo di Bomba (Cirenaica) dove si trovavano la torpediniera Calipso (con gli equipaggi degli SLC, nove uomini in tutto, ed i mezzi stessi) e la nave appoggio Monte Gargano.
Alcuni aerei britannici, di ritorno da un'incursione, avvistarono le navi italiane all'una del pomeriggio e da parte britannica fu deciso l'invio di un ricognitore, alle sette del mattino del 22 agosto; al rientro del velivolo tre aerosiluranti Fairey Swordfish decollarono diretti al Golfo di Bomba.
Nel frattempo gli SLC erano stati imbarcati sull'Iride e ci si preparava alle prove d'immersione; i tre Swordfish attaccarono a mezzogiorno, proprio mentre il sommergibile stava per immergersi. Uno dei velivoli sganciò un siluro da circa 200 metri: una decina di secondi più tardi l'arma andò a segno e l'Iride, spezzato in due, affondò in pochi istanti, seguito in breve dalla Monte Gargano, a sua volta centrata da un siluro.
Dell'equipaggio del sommergibile, la Calipso trasse in salvo tutti quelli che si trovavano in coperta ed erano stati sbalzati in acqua (il comandante Brunetti, tre uomini della 1ª Flottiglia MAS e altri otto membri dell'equipaggio dell'Iride) tranne due (il 2° capo radiotelegrafista Michele Antinoro ed il cannoniere Flavio Torracca) che erano rimasti uccisi da una raffica di mitragliatrice, mentre gli altri 42 uomini affondarono con esso
Gli operatori della1a Flottiglia MAS – fra cui Luigi Durand de la Penne, Elios Toschi, Gino Birindelli e Teseo Tesei – s'immersero sul relitto e scoprirono che due sottufficiali e sette marinai erano ancora vivi, intrappolati in uno dei compartimenti poppieri.
La situazione dei superstiti era critica: il compartimento si stava lentamente allagando e le uniche luci funzionanti erano quelle d'emergenza, ma soprattutto il portello di fuoriuscita era bloccato, deformato dallo scoppio.
Si giunse alla conclusione che l'unica cosa da fare era forzare il portello, dopo di che i superstiti dell'Iride avrebbero raggiunto la superficie aiutati dai subacquei. Nel frattempo, però, i due sottufficiali annegarono nel tentativo di uscire prima del dovuto.
Dopo la notte passata a liberare il portello dai rottami metallici (oltre agli uomini della 1ª Flottiglia MAS partecipò alle operazioni anche un palombaro inviato da Tobruk, Germano Gobbi), occorse agganciarlo ad un cavo tirato da un peschereccio per poterlo rimuovere. I sette superstiti salirono alla superficie supportati dagli uomini della X MAS, ma si dovette purtroppo registrare la morte di due dei marinai, a causa di embolia.
In tutto nell'affondamento dell'Iride persero la vita 35 uomini (3 ufficiali, 9 sottufficiali e 23 fra sottocapi e marinai), mentre i sopravvissuti furono 17.
Il sommergibile aveva svolto 7 missioni di guerra, percorrendo 2435 miglia in superficie e 480 in immersione.
Il relitto dell'Iride, semidistrutto successivamente con cariche di profondità, giace a su un fondale fra i 18 ed i 20 metri, coricato su un fianco.